# Ten Nights in a Bar Room
Ten Nights in a Bar Room er en amerikansk stumfilm fra 1910.

## Medvirkende
- Frank H. Crane som Joe Morgan
- Marie Eline som Mary